# Uiderl-Hof

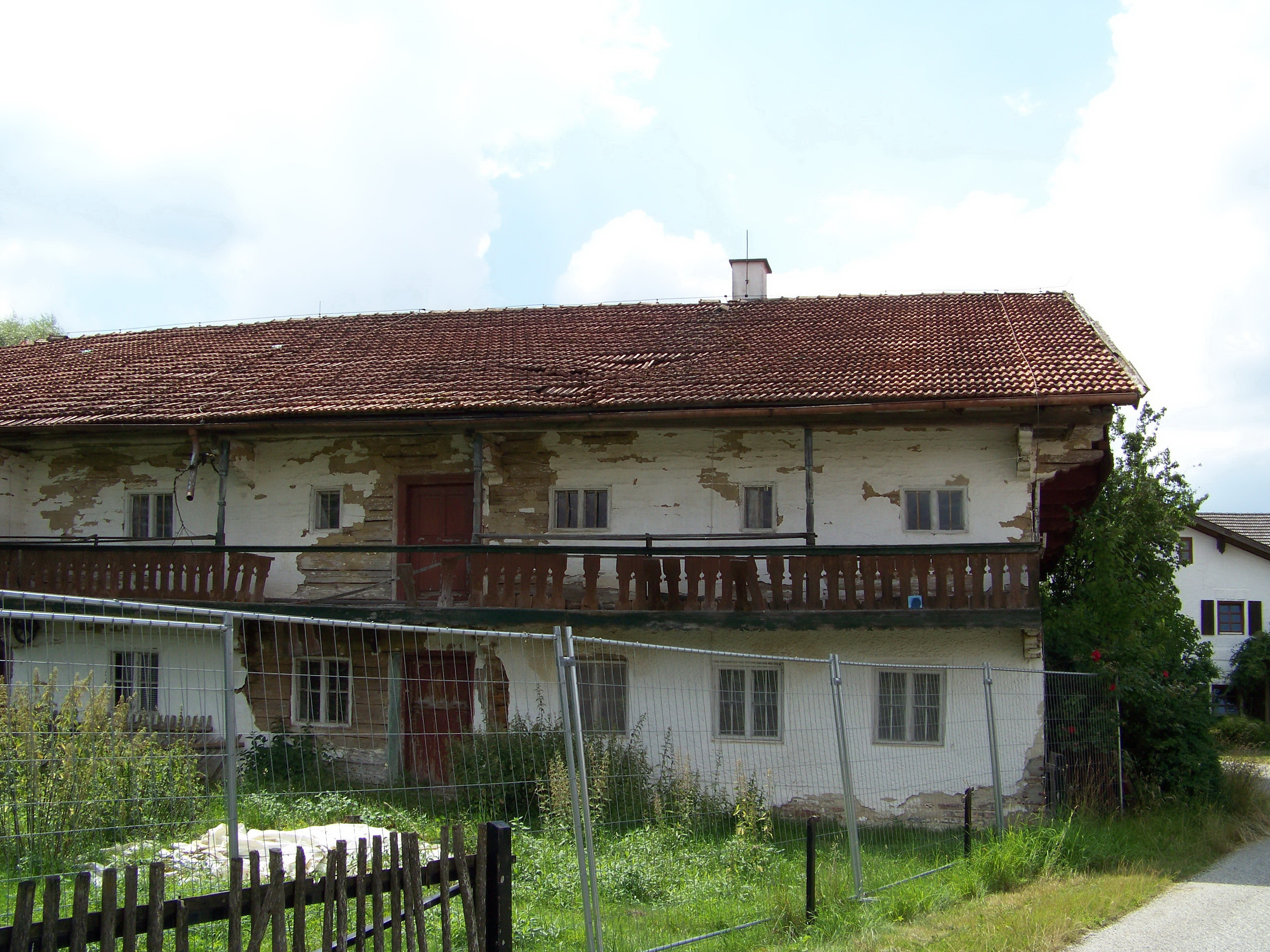
Uiderl-Hof in Bödldorf

Der Uiderl-Hof in Bödldorf, einem Gemeindeteil von Kröning im niederbayerischen Landkreis Landshut, wurde in der zweiten Hälfte des 18. Jahrhunderts errichtet. Das Bauernhaus mit der Nr. 4 ist ein geschütztes Baudenkmal.
Das ehemalige Hafneranwesen ist ein zweigeschossiger Mittertennbau mit Flachsatteldach. Das verputzte Blockbau-Obergeschoss besitzt noch alte Fenster, Trauf- und Oberbodenschrot. Das Haus ist seit 30 Jahren unbewohnt und verfällt zusehends. Im Jahr 2022 wurde vor einer bevorstehenden Renovierung ein Notdach angebracht.
Das Gebäude steht für die lange Tradition der Region in der Produktion der Kröninger Hafnerkeramik, die die Wirtschaft im Kröninger Land seit dem Spätmittelalter prägte.